# گور مالاکیان
گور شاوارشی مالاکیان (ارمنی: Գոռ Շավարշի Մալաքյան؛ زادهٔ ۱۲ ژوئن ۱۹۹۴) یک بازیکن فوتبال در پست هافبک اهل ارمنستان است.

## باشگاهی
از باشگاه‌هایی که در آن بازی کرده‌است می‌توان به پیونیک، آلاشکرت و شیراک اشاره کرد.

## تیم ملی
وی همچنین در زیر ۱۷ سال ارمنستان، زیر ۱۹ سال ارمنستان، زیر ۲۱ سال ارمنستان و تیم ملی فوتبال ارمنستان بازی کرده‌است. مالاکیان نخستین بازی ملی خود را که یک بازی دوستانه بود در ۲۵ مارس ۲۰۱۶ در ایروان در مقابل بلاروس انجام داده‌است.

## افتخارات
پیونیک
قهرمان
- جام استقلال ارمنستان (۲): ۲۰۱۲–۱۳, ۲۰۱۳–۱۴
- سوپر جام فوتبال ارمنستان: ۲۰۱۱

نایب قهرمان
- سوپر جام فوتبال ارمنستان: ۲۰۱۳